# 音楽ギフトカード
音楽ギフトカード（おんがくギフトカード）は、株式会社ジャパン・ミュージック・ギフトカードが、2010年3月31日まで発行していた商品券のことである。主に音楽CD/DVD/楽器/楽譜などの購入に使用することができた。1971年にレコード券として発行開始、1988年には音楽ギフト券と改称、2001年にはカードタイプの音楽ギフトカードが発行された。現在は利用が停止されており、音楽ギフトカードの前身であるレコードギフト券と併せて同社が払い戻しの申し出を受け付けていたが、2011年2月1日にて債権届出期間が終了した事で2011年2月2日以降、払い戻しを申し出る事ができなくなった。2011年9月8日をもって、同社が清算手続を結了した事で会社が消滅し、払い戻し等を受ける事もできなくなった。

## 券の種類
いずれも、額面は500円と1,000円の2種類がある。
紙幣型
前身の「レコードギフト券」時代から発行されてきた伝統的なタイプのもの。
カード型
プリペイドカードサイズのもの。オーダーメイドデザインに対応しており、企業やミュージシャンの販促品としても用いられた。

## 有効期限
当初は有効期限は無かったが、2008年10月以降発行分から設定されるようになった。有効期限は券の表面に記載されている。

## 取扱終了へ
2010年3月20日、発行元の㈱ジャパン・ミュージック・ギフトカードは、「音楽ギフトカード」の販売を同年3月31日付けの発行をもって打ち切ることを明らかにした。理由として、近年の音楽配信等の普及による音楽ソフト（レコードやCDなどの物理的なメディアによるコンテンツ）生産の落ち込みが挙げられる。2009年の音楽ソフト生産金額は過去10年で最少となっていた。
発行・販売終了後は、有効期限記載の有無に係わらず、2010年8月31日を利用期限とし、利用期限後は資金決済に関する法律第20条1項・前払式支払手段に関する内閣府令41条に基づき、同年10月31日までの2か月間、額面金額での払い戻しに応じると同社公式サイトにおいて告知された。
2010年11月1日以降同社公式サイトに掲載された告知において、法定の払い戻しの受付期間を経過した2010年11月1日以降も、同年11月30日まで追加で払い戻しの申し出を受け付けることが発表された。
なお、2010年11月1日から11月20日までに同社に払い戻し申し込みが到着したものについては11月中に払い戻しが行われるが、同年11月21日から11月30日までに到着したものについては同社の事務処理体制および会社法の規定により、2011年2月以降に払い戻しを行うとしている。

## その他
当初は、エコポイントの交換景品を予定していたが、上述の理由により見送られた経緯がある。大手CDショップであるHMVでは取り扱っていない店舗があった。また、文教堂書店では書籍・雑誌の購入にも使用することが可能であった。
長年にわたってテレビ・ラジオ・雑誌などの視聴者・読者プレゼントとして使われていたが、クオカードやiTunesギフトカードなどに変更した番組・媒体もある。